# Skärgårdshavets nationalpark
Skärgårdshavets nationalpark är en nationalpark etablerad 1983 i Skärgårdshavet i sydvästra Finland. Nationalparken omfattar med vissa undantag (framförallt försvarsmaktens områden) all av staten ägd mark inom nationalparkens samarbetsområde, mer eller mindre hela Skärgårdshavets yttre skärgård öster om Åland och söder om Lövskärsfjärden i Houtskär och söder om Korpo, Nagu, Pargas och Kimito huvudöar. Till Skärgårdshavets biosfärområde hör utom samarbetsområdet också resten av Åbolands skärgård till den del området saknar fast vägförbindelse, det vill säga bland annat Nagu, Korpo, Houtskär, Iniö och Hitis samt södra Pargas.
I nationalparken ingår betydande delar kulturbygd. Nationalparken skall förutom naturen också skydda skärgårdskulturen och olika kulturlandskap. Därför har samarbetsområdet stor betydelse. Själva nationalparken omfattar drygt 2 000 av de ungefär 8 400 öarna och kobbarna inom samarbetsområdet. De större öarna ägs vanligen av sina invånare.
Det är fritt att röra sig med egen båt i nationalparken, med undantag av vissa skyddsområden. Förbindelsefartyg trafikerar till de bebodda öarna och många företagare erbjuder båttransport enligt överenskommelse.
Att slå läger är tillåtet endast på anvisade platser (på privat mark enligt allemansrätten, med hänsyn till hemfriden). Att göra upp eld är tillåtet endast på anvisade platser (och inte då skogsbrandsvarning utfärdats) eller av tvingande skäl. Bär och svamp får plockas. Vid landstigning bör hänsyn tas till fåglarnas häckning; fågelskär skall i allmänhet inte besökas annat än höst och vinter.
Blåmusslan i Kasnäs (Kimitoön) och skärgårdscentret i Korpoström (Korpo) erbjuder information om Skärgårdshavet och Skärgårdshavets nationalpark. Båda nås med buss. På flera av öarna och holmarna finns naturstigar, på Stora Hästö i Korpo finns också en naturstig för dykare (och en på grundare vatten för snorklare).

## Historia

### Människan bosätter sig i skärgården
Egentliga Finlands skärgård har varit bosatt sedan den sena stenåldern(cirka 2000–1300 f.Kr.). De rika naturgåvorna lockade människor att bosätta sig i skärgården under sten- och bronsåldern efter istiden. På den tiden var Östersjön saltare och erbjöd rikligt med torsk och andra fiskar, även en rik sälstam levde i området. Människorna använde det rika havsfågelbeståndet som näringskälla, samt samlade ägg, fågelungar och dun. Förutsättningarna för boskapsskötsel och det marginella jordbruket var eventuellt bättre då än nu på grund av det varmare klimatet.
På grund av landhöjningen i Skärgårdshavet har öar lämpliga för bosättning stigit ur havet och sakta men säkert spred sig den förhistoriska bosättningen ut i skärgården. Marken stiger ur Skärgårdshavet med en hastighet på 3–4,2 mm per år. Under sten- och bronsåldern låg havsnivån 20–25 meter högre än idag och ytterskärgården låg vid nuvarande Nagu, Korpo och Houtskärs huvudöar. Exempelvis vid Bötesbergets stenåldersboplats från cirka 6000 f.Kr. i Dragsfjärd ligger nu i ett skogbevuxet höglänt område 55 m ovanför havsnivån. Då boplatsen anlades var det på en ensam ö mitt i en öppen fjärd.
Inom Skärgårdshavets nationalparks samarbetsområde har man inte funnit stenåldersboplatser, men däremot känner man till ett fyrtiotal brons- och järnålders gravlämningar (500 f.Kr.–1150/1300 e.Kr.). Två borgholmar från förhistorisk tid har också identifierats i skärgården. De härstammar troligen från järnåldern. Förutom fisket och andra grundnäringar bedrev skärgårdsborna handel, hantverk och sjöfart redan tidigt. Senast i början av bronsåldern blev segling allmän i hela Östersjön. Redan under bronsåldern spred sig de samma näringarna, gravsederna och metallaanvändningarna som var allmänna på andra ställen i Östersjöns kultursfär till Skärgårdshavet. Under järnåldern (500 f.Kr.–1150 e.Kr.) spred sig befolkningen till Skärgårdshavets nationalparks område. Bevis för detta har hittats i form av järnåldersfornlämningar inom samarbetsområdet. Pollenanalys har visat att man har odlat vid kusten sedan järnåldern. De vanligaste fornlämningarna har daterats från järnålderns slut till 1800-talet.
De mest imponerande förhistoriska fornlämningarna är gravrösena. De är byggda under brons- och järnåldern genom att stapla stenar. Rösenas storlek varierar från en diameter på ett par meter till tio meter breda och ett par meter höga rösen. I början av bronsåldern begravde man kropparna i rösena, men senare övergick man till likbränning. I en del av gravarna har man hittat s.k. gravgåvor, såsom t.ex. smycken eller vapen. I en del gravar har gravgåvorna inte bevarats eller så har de från första början inte heller innehållit några föremål. En folklig benämning på gravrösen är kummel eller jättekast.
Fynd av gravrösen har gjorts runtom i skärgården på öar av mycket varierande storlek. Den största delen av gravarna har byggts på större öar, och genom landhöjningen har öarna växt i storlek. Till gravplats valdes ofta en plats med en terrängform som avvek från omgivningen. Sådana platser är till exempel höga klippor och bergskrön, varifrån utsikten mot havet öppnar sig. Nationalparkens gravrösen är låga, ganska små, och de är byggda nära öns högsta punkt. En del gravar ligger till och med nära stranden och en del finns i grupper om flera gravrösen. Sannolikt är alla av Skärgårdshavets gravrösen från järnåldern. De flesta av gravarna inom nationalparkens samarbetsområde hittas på Nötö och de större öarna i Hitis. Redan på den tiden var de områdena tät skärgård på ett kort avstånd från ytterskärgårdens fiskevatten och säljaktmarker. Området kan ha varit bosatt redan under järnåldern.

### Svenskarna befolkar skärgården
Skärgårdshavets befolkning började öka märkbart under 1200-talets senare hälft, då svenskar flyttade dit från Svealand, södra Norrland och Götaland. Av de nuvarande byarna i Särgårdshavets nationalparks samarbetsområde var över hälften bebodda redan på medeltiden.
Skärgårdshavets invånarantal fortsatte växa till mitten av 1500-talet, varefter det började minska snabbt. Folkmängden hade blivit för stor och alla kunde inte försörja sig genom den tidens tekniker. Livet i skärgården hade blivit svårare och även krig och farsoter plågade samhällena. Stora ofreden och pesten spred en skugga över skärgårdsbornas liv i början av 1700-talet.
Största delen av ytterskärgårdens arkeologiska fynd är kopplade till fiskenäringen. Exempel på sådana fynd är tomtningar, labyrinter, båtuppdragningspaltser, stenugnar samt märken som huggits i berget. Tomtningarna har att göra med enkla övernattningsskydd eller förrådshyddor, som våra förfäder byggde för att skydda sig under sina säsongbetonade fiskefärder. Man var tvungen att vistas länge på fiskefärder och man behövde något skydd i de stränga förhållandena i skärgården. Av dessa tillfälliga skydd har det ofta bevarats en vågrät, röjd golvyta som omgärdas av en mur av uppstaplade stenar. Ibland har man som en del av skyddskonstruktionen använt sig av terrängformer såsom bergväggar.
På Jurmo i Korpo hittas några av Skärgårdshavets mest undersökta fornlämningar: så kallade munkringar. Dessa fyra stenringar försökte man tyda redan på 1700-talet, då man trodde att de gjorts av munkar från Kökar. Om den tolkningen är riktig kan stenringarna dateras till medeltiden. Forskningen har visat att franciskanerbröder verkligen levde i Kökar från 1300-talets slut fram till 1530-talet. Munkarna kan alltså mycket väl ha byggt stenringarna till exempel i samband med sina fiskefärder. Varför munkarna byggde stenringarna är kunskap som man ännu inte har lyckats gräva fram från medeltidens dunkel. En tolkning är att ringarna skulle vara just tomtningar som är lämningar från tillfälliga bostäder.
I mitten av 1800-talet förändrades livet då tekniska nyheter underlättade anskaffande av uppehället i den yttre skärgården. Nya fiskemetoder såsom drivnät och krokskötar, krävde inte längre bybornas gemensamma insats och de möjliggjorde även bosättning utanför skärgårdsbyarna. Ny bosättning ledde till en snabb ökning i invånarantalet.
Inkomstmöjligheterna på fastlandet och i städerna började locka folk från skärgården redan under 1900-talets början. Först övergavs de allra torftigaste torpen. Trots möjligheterna som fastlandet erbjöd förblev den yttre skärgården bebodd ända fram till 1950-talet. Till följd av utflyttningen slutade kor, hästar och får beta på öarna och de tidigare åkrarna, ängarna och torrängarna förskogades gradvis. Även det gamla byggnadsbeståndet förföll. Under 1970-talet började nya invånare slå sig ner i skärgården, då stugfolket fann det sommarparadis som Skärgårdshavet erbjöd.

## Djurlivet
Skärgårdshavets nationalparks djurliv är synnerligen välkänt till följd av forskning och regelbundna uppföljningar. Man har påträffat 25 däggdjursarter, varav de allmännaste är vanlig näbbmus, dvärgnäbbmus, skogshare, långsvansad skogssork, åkersork, räv, mårdhund, mink och älg. Gråsälen har ökat under de senaste åren, vikaren har å sin sida minskat. Fiskbeståndet är stort och de vanligaste arterna är bland andra strömming, abborre, gädda, mört, braxen, tånglake, flundra och hornsimpa. Även fågelbeståndet är rikligt och på nationalparkens område har det häckat åtminstone 132 fågelarter, varav de talrikaste och synligaste är knölsvan, storskarv, gräsand, vigg, ejder, svärta, knipa, storskrake, småskrake, strandskata, roskarl, rödbena, drillsnäppa, fiskmås, havstrut, gråtrut, silvertärna, tobisgrissla, sädesärla, skärpiplärka, ängspiplärka, stenskvätta, näktergal, törnsångare, ärtsångare och kråka.
Mindre talrika men regelbundna häckare är bland andra svarthakedopping, grågås, vitkindad gås, gravand, snatterand, skedand, havsörn, orre, större strandpipare, tofsvipa, morkulla, labb, silltrut, skräntärna, fisktärna, tordmule, berguv, härmsångare, höksångare och korp. Sällsynta eller oregelbundna häckare är bland andra sydlig kärrsnäppa, brushane, småtärna, sillgrissla, hornuggla och jorduggla.

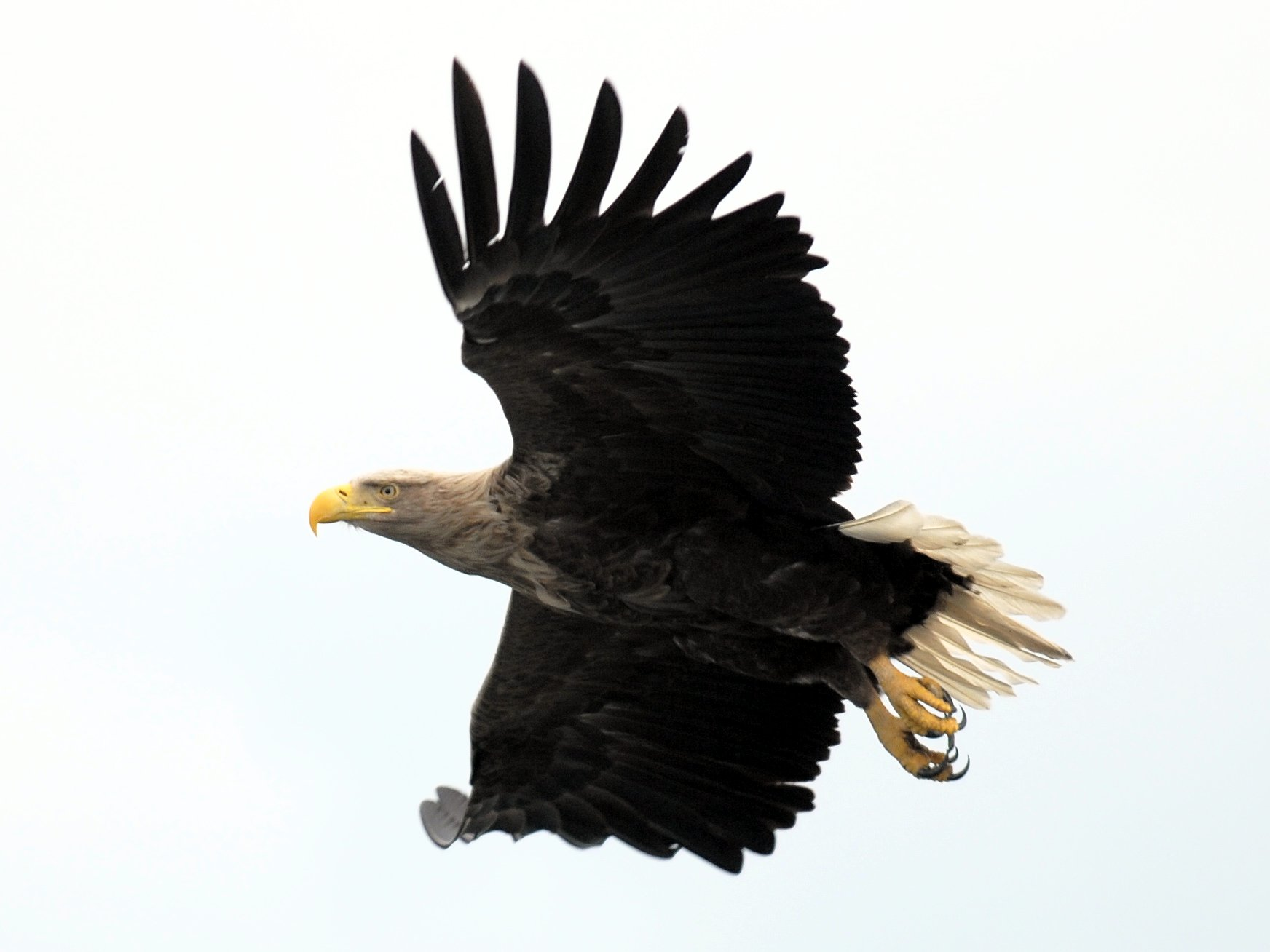
Havsörnen är Skärgårdshavets nationalparks symboldjur

### Avlägsnande av mink
Avlägsnandet av mink från Skärgårdshavets nationalparks område inledde på 1990-talet och det har lett till många fågelarter har ökat i antal och deras häckningsresultat har förbättrats. Av 22 studerade skärgårdsfågelarter ökade 14 arter i antal. Vissa arter så som vigg, svärta och silvertärna ökade märkbart medan andra arter ökade i mindre grad. År 2006 började avlägsnande av mink även i Dragsfjärd i Vänö skärgård och resultaten visar att antalet häckande par av vissa arter ökade snabbt och i hög grad.

## Trafikförbindelser
Inom skärgårdshavets nationalpark rör man sig med förbindelsefartyg eller båt. Till de bebodda öarna inom samarbetsområdet går det förbindelsebåtstrafik. Med förbindelsebåt slipper man bl.a. till öarna Holma, Jurmo och Berghamn, på vilka det finns nationalparksservice. Förbindelsebåtsbryggorna vid Prostvik och Pärnäs i Nagu och vid Kasnäs i Dragsfjärd i Kimitoöns kommun har landsvägsförbindelse och till dem finns det bussförbindelser. Till Skärgårdshavets naturum Blåmusslan och till Skärgårdscentrum Korpoström slipper man med både buss och personbil.